# فیروزه بیگم (بازیگر)

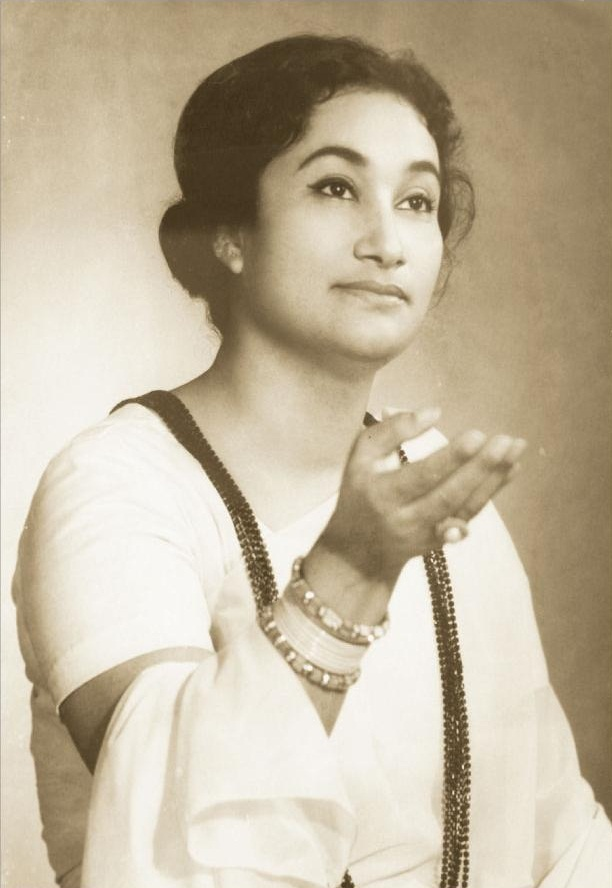
عکسی از دوران جوانی فیزوزه بیگم

فیروزه بِیگُم (انگلیسی: Firoza Begum) یک هنرپیشه یهودی اهل هند در سینمای بالیوود و مالایالم بود. نام هنری وی «سوزان سولومون» است. او در دهه‌های ۱۹۲۰ و ۱۹۳۰ بسیار محبوب بود.